# (2555) Thomas
(2555) Thomas ist ein Asteroid des Hauptgürtels, der am 17. Juli 1980 vom US-amerikanischen Astronomen Edward L. G. Bowell an der Anderson Mesa Station (IAU-Code 688) des Lowell-Observatoriums in Coconino County entdeckt wurde.
Der Asteroid wurde nach dem US-amerikanischen Astronomen Norman G. Thomas benannt. Er arbeitete am Lowell-Observatorium und benutzte zum Aufspüren von Asteroiden bevorzugt einen Blinkkomparator.